# Indulgentiarum doctrina
Indulgentarium Doctrina es una constitución apostólica sobre las indulgencias emitida por el Papa Pablo VI el 1 de enero de 1967. Responde a las sugerencias hechas en el Concilio Vaticano II, revisó sustancialmente la aplicación práctica de la doctrina tradicional relativa a las indulgencias. El título está tomado del palabras iniciales del texto original en latín.

## Contenido

### Antecedentes
Según el Catecismo de la Iglesia Católica, "El perdón de los pecados y el restablecimiento de la comunión con Dios implican la remisión de la pena eterna del pecado, pero la pena temporal del pecado permanece".
Pablo VI explicó que el pecado conlleva castigos infligidos por la santidad y la justicia de Dios, que deben ser expiados aquí en la tierra o bien en la vida futura. "Estas penas son impuestas por el justo y misericordioso juicio de Dios para la purificación de las almas, la defensa de la santidad del orden moral y el restablecimiento de la gloria de Dios en su plena majestad" . Dicha expiación toma generalmente la forma de penitencia, tradicionalmente descrita como oraciones, ayuno y limosnas, pero también incluye obras de misericordia y caridad.
Que el castigo o los vestigios del pecado pueden permanecer para ser expiados o limpiados y que, de hecho, lo hacen con frecuencia incluso después de la remisión de la culpa, está claramente demostrado por la doctrina sobre el purgatorio. En el purgatorio, en efecto, las almas de aquellos 'que murieron en la caridad de Dios y verdaderamente arrepentidos, pero antes de satisfacer con dignos frutos de penitencia los pecados cometidos y las omisiones' son limpiadas después de la muerte con las penas purgatoriales.
El documento subrayaba que el objetivo de la Iglesia no era simplemente ayudar a los fieles a satisfacer debidamente sus pecados, sino principalmente llevarlos a un mayor fervor de la caridad. Para ello, Pablo VI decretó que las  indulgencias parciales, antes concedidas como el equivalente a un cierto número de días, meses, cuarentenas,
o años de  penitencia canónica, simplemente complementan, y en el mismo grado, la remisión que los que realizan la acción indulgente ya ganan por la caridad y la contrición con la que lo hacen. "Porque todos los hombres que caminan diariamente por esta tierra cometen al menos pecados veniales; por lo tanto, todos necesitan la misericordia de Dios para ser liberados de las consecuencias penales del pecado."
La abolición de la clasificación por años y días dejó más claro que antes que el arrepentimiento y la fe son necesarios no sólo para la remisión de la pena eterna por el pecado mortal, sino también para cualquier remisión de la pena temporal por el pecado. "Las indulgencias no pueden ganarse sin una sincera conversión de perspectiva y unidad con Dios".

### Indulgencias
La indulgencia es la remisión ante Dios de la pena temporal debida a los pecados ya perdonados en cuanto a su culpabilidad. "El fin que persigue la autoridad eclesiástica al conceder las indulgencias no es sólo el de ayudar a los fieles a expiar la pena debida al pecado, sino también el de exhortarlos a realizar obras de piedad, de penitencia y de caridad, sobre todo aquellas que conducen al crecimiento de la fe y que favorecen el bien común" .
La indulgencia es parcial o plenaria, ya que quita una parte o la totalidad de la pena temporal debida al pecado. Las indulgencias pueden aplicarse siempre a los muertos por vía de sufragio.

## Enchiridion Indulgentiarum
La constitución apostólica ordenó una revisión de la lista oficial de oraciones y buenas obras indulgentes, que se había llamado la Raccolta', "con el fin de adjuntar las indulgencias sólo a las oraciones y obras de piedad, caridad y penitencia más importantes". Esto eliminó de la lista de oraciones y buenas obras indulgentes, ahora llamada Enchiridion Indulgentiarum, muchas oraciones por las que diversos instituto religiosos, cofradías y grupos similares habían logrado en el curso de los siglos obtener concesiones de indulgencias, pero que no podían clasificarse entre "las más importantes". A los institutos religiosos y similares, a los que se les habían concedido indulgencias plenarias, por ejemplo para visitar una iglesia o santuario concreto, se les concedió un año desde la fecha de promulgación de Indulgentiarum Doctrina para que fueran confirmadas, y las que no fueran confirmadas (en su mayoría de forma más limitada que antes) en el plazo de dos años quedaron anuladas.
El Enchiridion Indulgentiarum llegó a su cuarta edición en latín en 1999, y está disponible en el sitio web de la Santa Sede. Una traducción al inglés de la segunda edición (cuando las concesiones generales eran tres y no cuatro) está disponible en línea.
El Enchiridion Indulgentiarum se diferencia de la Raccolta en que enumera "sólo las oraciones y obras de piedad, caridad y penitencia más importantes". Por otro lado, incluye nuevas concesiones generales de indulgencias parciales que se aplican a una amplia gama de acciones de oración, e indica que las oraciones que enumera como merecedoras de veneración por inspiración divina o antigüedad o por ser de uso generalizado son sólo ejemplos  de aquellas a las que se aplica la primera de estas concesiones generales: "Elevar la mente a Dios con humilde confianza mientras se cumplen los deberes y se soportan las dificultades de la vida, y añadir, al menos mentalmente, alguna invocación piadosa". De este modo, el Enchiridion Indulgentiarum, a pesar de su menor tamaño, clasifica como indulgentes un número inmensamente mayor de oraciones que las tratadas como tales en la Raccolta.

## Acciones por las que se conceden indulgencias

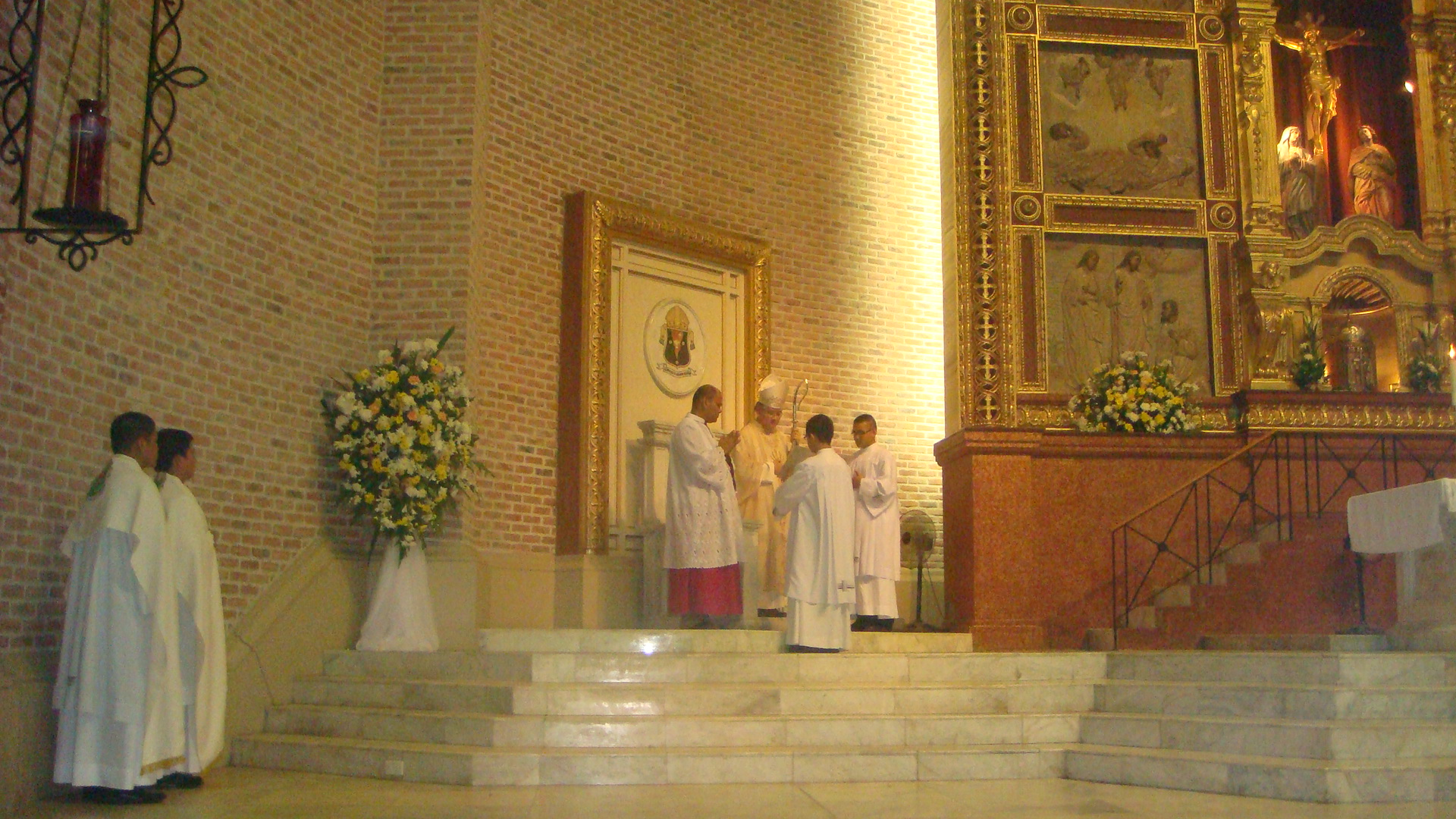
El Arzobispo Sócrates B. Villegas otorga la Indulgencia Plenaria de la Misa de Pascua en 2012, Catedral Metropolitana de San Juan Evangelista, Ciudad de Dagupan

Existen cuatro concesiones generales de indulgencia, que pretenden animar a los fieles a infundir el espíritu cristiano en las acciones de su vida cotidiana y a esforzarse por la perfección de la caridad. Estas indulgencias son parciales y, por tanto, su valor depende del fervor con que la persona realice las acciones recomendadas:
1. Elevando la mente a Dios con humilde confianza mientras se cumplen los deberes y se soportan las dificultades de la vida, y añadiendo, al menos mentalmente, alguna invocación piadosa.
2. Dedicarse a sí mismo o a sus bienes con compasión y espíritu de fe al servicio de los hermanos y hermanas necesitados.
3. Abstenerse libremente, con espíritu de penitencia, de algo lícito y agradable.
4. Dar libremente testimonio abierto de la propia fe ante los demás en circunstancias particulares de la vida cotidiana.[19]

Entre las concesiones particulares, que, si se examinan con más detenimiento, se verán incluidas en una o más de las cuatro concesiones generales, especialmente la primera, el Enchiridion Indulgentiarum llama especialmente la atención sobre cuatro actividades por las que se puede ganar una indulgencia plenaria en cualquier día, aunque sólo una vez al día:
1. Leer o escuchar piadosamente la Escritura Sagrada durante al menos media hora.[21]
2. Adoración de Jesús en la Eucaristía durante al menos media hora.[22]
3. El ejercicio piadoso del Vía Crucis.[23]
4. El rezo del Rosario o de la Acatisto en una iglesia u oratorio, o en una familia, una comunidad religiosa, una asociación de fieles y, en general, cuando varias personas se reúnen con un fin honroso.[24]

La indulgencia plenaria también puede obtenerse en algunas ocasiones, que no son cotidianas. Entre ellas se encuentran:
- Recibir, incluso por radio o televisión, la bendición dada por el Papa Urbi et Orbi (a la ciudad de Roma y al mundo) o la que un obispo está autorizado a dar tres veces al año a los fieles de su diócesis.[25]
- Participar devotamente en la celebración de una jornada dedicada a nivel mundial a un fin religioso determinado.[26] Bajo este epígrafe se encuadran las celebraciones anuales como la Jornada Mundial de Oración por las Vocaciones, y las celebraciones ocasionales como la Jornada Mundial de la Juventud.[27][28]
- Participar durante al menos tres días completos en un retiro espiritual.[29]
- Participar en algunas funciones durante el Octavario por la unidad de los cristianos, incluida su conclusión.[30]

Las oraciones mencionadas específicamente en el Enchiridion Indulgentiarum no son sólo de la tradición del Rito Latino, sino también de las tradiciones de las Iglesias Católicas Orientales, como el Acatisto, la Paraklesis, la Oración de la tarde y la Oración por los fieles difuntos (bizantina), la Oración de acción de gracias (armenia), Oración del Santuario y la Lakhu Mara (caldea), Oración del Incienso y Oración para Glorificar a María la Madre de Dios (copta), Oración para la Remisión de los Pecados y Oración para Seguir a Cristo (etíope), Oración por la Iglesia" y "Oración de salida del altar" (maronita), e "Intercesiones por los fieles difuntos" (sirio).
Aparte de las recurrencias enumeradas en el Enchiridion, se conceden indulgencias especiales en ocasiones de especial significado espiritual como un año jubilar o el centenario o aniversario similar de un acontecimiento como la aparición de Nuestra Señora de Lourdes o la celebración de una Jornada Mundial de la Juventud.
Para aquellos que estén debidamente dispuestos, una indulgencia, aunque normalmente no se autoriza ni se indica en estos casos, todavía puede ser concedida (si el Obispo o el Ordinario lo ha autorizado específicamente, y también ha obtenido la aprobación previa de la Penitenciaría Apostólica de antemano) para la primera bendición de un sacerdote a individuos después de su Misa de Ordenación. De nuevo, aunque algunos Obispos no han avalado esta práctica particular, y con su aprobación y la de la Penitenciaría, un Diácono recién ordenado puede bendecir a personas después de su Misa de Ordenación, con una indulgencia parcial (sin embargo, un Diácono, incluso si se autoriza alguna indulgencia, todavía puede dar sólo aquellas bendiciones que se le autorizan en el «Libro de Bendiciones Largo o Corto» o el Rituale Romanum). Normalmente se autoriza una indulgencia plenaria específica a los debidamente dispuestos que asisten a la Primera Misa de un sacerdote recién ordenado (que normalmente será una Misa de Acción de Gracias). Esto no es lo mismo que la indulgencia concedida, en su caso, por asistir a la Misa de Ordenación propiamente dicha, ya que sólo concelebra esa Misa, siendo el Obispo ordenante el celebrante principal. Además, esto sólo se aplica a su Primera Misa, y no a cualquier Misa de Acción de Gracias que ofrezca después, o a su primera Misa en su primer destino.
Especialmente significativa es la indulgencia plenaria vinculada a la Bendición Apostólica que un sacerdote debe impartir al dar los sacramentos a una persona en peligro de muerte, y que, si no hay sacerdote disponible, la Iglesia concede a cualquier cristiano rectamente dispuesto en el momento de la muerte, con la condición de que esa persona haya acostumbrado a rezar algunas oraciones en vida. En este caso, la propia Iglesia suple las tres condiciones que normalmente se requieren para una indulgencia plenaria: confesión sacramental, comunión eucarística y oración por las intenciones del Papa.